# Frog (serie animata)
Frog (Frog et Fou Fouret) è una serie animata francese prodotta da D'Ocon Films Productions.
In Italia è stata trasmessa su Cartoon Network da ottobre 2004.

## Trama
Le surreali storie del furetto Folle e dei suoi disperati tentativi di catturare la rana Beata.

## Personaggi maggiori
- Joe Giovedì
- Maurice
- Generale
- Scienziato
- Principessa
- Guardia
- Re
- Regina
- Strega
- Edna
- Louie
- Miss Peetch
- Bonnie
- Fred
- Drago
- Giuseppina l'alligatore
- Marziano
- Ispettore
- Animali vari

## Doppiaggio
| Personaggio | Doppiatore francese | Doppiatore italiano |
| ----------- | ------------------- | ------------------- |
| Joe Giovedì | Gilbert Levy        | Massimo Corvo       |
| Maurice     | Gilbert Levy        | Massimo Lodolo      |
| Generale    | Gilbert Levy        | Diego Reggente      |
| Scienziato  | William Coryn       | Oliviero Dinelli    |
| Principessa | Laurence Dourlens   | Laura Lenghi        |
| Guardia     | Gilbert Levy        | Saverio Indrio      |
| Re          |                     | Dario De Grassi     |
| Regina      |                     | Stefanella Marrama  |
| Strega      | Laurence Dourlens   | Paola Giannetti     |
| Edna        |                     | Roberta Greganti    |
| Louis       | William Coryn       | Mino Caprio         |
| Fred        | William Coryn       | Leonardo Graziano   |
| Drago       |                     | Giorgio Locuratolo  |

## Episodi
1. Ratatouille de grenouille
2. Batracien fantassin
3. La rana della pioggia (Météo crapaud)
4. Crapauds à gogo
5. Baguette et rainette
6. Chasse et coasse
7. Cassolette de rainette
8. Le crapaud du chaos
9. Épuisette et rainette
10. Crapaud sans ciboulot
11. Grenouille bredouille
12. Coa, toi et moi
13. Batracien olympien
14. Batracien aérien
15. Crapaud au zoo
16. Batracien sibérien
17. Statuette de Rainette
18. Le fabliau du crapaud
19. Batracien martien
20. Tournoi pour coa
21. Crapaud jet d'eau
22. Papouilles et grenouille
23. Le brave en bave
24. Muette rainette
25. Crapaud sauce Bayou Joe
26. Dodo de crapaud
27. Un coa chez soi
28. Rainette amulette
29. Coassements et applaudissements
30. Rainette et Bronzette
31. Rainette en éprouvette
32. Galette, Rainette et Bobinette
33. Coquette Rainette
34. Rainette et Pirouette
35. Embrouille de grenouille
36. Dépouille de grenouille
37. Brochette de Rainette
38. Batracien shakespearien
39. Grenouille de Noël
40. Batracien perlin-pin-pin
41. Amourette de rainette
42. Rainette et sornettes
43. Batracien magicien
44. Crapaud et joyau
45. Je souhaite une rainette !
46. Crapaud méli-mélo
47. Grenouille et fripouilles
48. Crapaud incognito
49. Rainette et Binette
50. Rainette et poudre d'escampette
51. En terrain de batracien
52. Rainette starlette
53. Grenouille en vadrouille
54. Coasser n'est pas jouer
55. Labo pour crapaud
56. Batracien et Saint Valentin
57. Ce batracien est mien
58. Les coassements du temps
59. Commando crapaud
60. Batracien formule un
61. Mâchouille grenouille
62. Crapaud costaud
63. Crapaud et robot
64. Gardien de batracien
65. Sirop de crapaud
66. Coa c'est toi !
67. Ça passe ou ça coasse
68. Rainette midinette
69. Citrouille et grenouille
70. Batracien mon copain
71. Le casse qui coasse
72. Barbouille grenouille
73. Le roi, c'est Coa
74. Crapaud ramollo
75. Grenouille et magouille
76. Le boléro du crapaud
77. Rainette frisquette
78. Tartelettes de Rainette